# 核燃料

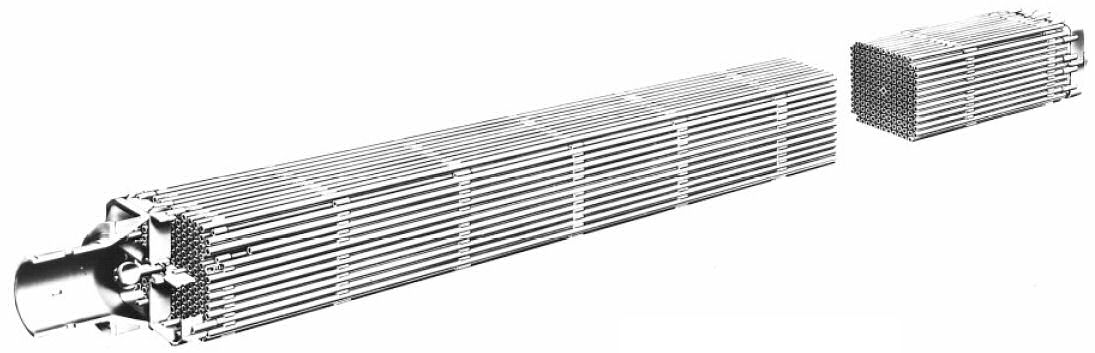
燃料棒

核燃料（かくねんりょう、英: nuclear fuel）とは、核分裂連鎖反応を起こし、エネルギーを発生させるために相当期間原子炉に入れて使うものを言う。ウラン233 (233U)、ウラン235 (235U)、プルトニウム239 (239Pu) などを指す。

## 概要
ウランやプルトニウムなど、核分裂連鎖反応を起こし、エネルギーを発生させるために相当期間原子炉に入れて使うものを核燃料(nuclear fuel)と呼ぶ。純金属・合金・酸化物等の固体として利用するのが一般的であるが、水溶液・溶融合金・フッ化物等の液体の状態で利用する場合もある。
日本においては原子力基本法第三条で「ウラン、トリウム等原子核分裂の過程において高エネルギーを放出する物質」として核燃料物質(nuclear fuel material)という語が定義されており、天然ウラン、濃縮ウラン、劣化ウラン、プルトニウム及びこれらの化合物ならびにこれらを含む物質で原子炉において燃料として使用できるものを言う。ウラン238及びトリウムは中性子照射によってそれぞれ核分裂性の 239Pu と 233U に変化するので燃料親物質と呼ばれるが、広義には核燃料物質に含まれる。

## 低濃縮ウラン核燃料の製造過程
ウランは地球上の地殻や海水中に広く分布しており土壌には平均2-4ppm（おもな分布範囲は0.7-11ppmで、農地ではリン酸系化学肥料の使用により最大15ppm）、海水中には0.003ppm含まれると推定されており、その総量は銀の40倍、スズと同量におよぶ。その内、確認可採埋蔵量は547万トンで可採年数は60-80年と推定されている（資源エネルギー庁が2007年時点でキロあたり130USドルの採掘コストを想定して行った試算による。2007年度のウランの世界需要は約7万トン、2010年度のウランの平均スポット価格は44ドルであった）。鉱床のある主な資源国はオーストラリア、カザフスタン、ロシア、南アフリカ、カナダ、アメリカ、ナミビア、ブラジルなどで、石油のように極端な資源の偏在性はない。
- 採鉱 (Mining)
ウラン鉱床は露天および地中にあり他の鉱物と同様に採掘される。インシチュリーチング（ISL: In-situ leaching、その場浸出)という、鉱石を採掘することなく、鉱床中に酸又はアルカリ溶液を直接注入してウランなどを溶液中に溶かし出すことにより回収する方法[3]も実用化されている。

- 精錬 (Milling)
採掘されたウラン鉱石は粗製錬工場で粉砕・選鉱されウラン含有率を60-75%ぐらいまで高められる。この粉体をウラン精鉱（イエローケーキ）と呼び八酸化三ウラン (U3O8) の含有量で値決めされる。イエローケーキはドラム缶に詰められて転換工場へ出荷される。

- 転換 (Uranium conversion)
イエローケーキは転換工場で処理され六フッ化ウラン (UF6) に転換される。これは48Yシリンダー（直径約1.4m、長さ約3.8mの鋼製円筒容器）と呼ばれる輸送容器に封入されて濃縮工場に出荷される。

- 濃縮 (Enrichment)
六フッ化ウラン (UF6) は濃縮工場に送られ、ウラン235の比率（濃縮度）を0.7%から3-4%に高める濃縮が行われる。濃縮工程では大半 (96%) は副産物の劣化ウランとなる。アメリカには47万トンの劣化ウランがある[4]。

- 燃料集合体への加工 (Fabrication)
六フッ化ウラン (UF6) は燃料加工工場にて二酸化ウラン (UO2) の燃料ペレットに加工され、燃料被覆管に納められて燃料棒となる。これを多数束ねたものが燃料集合体である。

## 核燃料をめぐる事件
- 1979年、アメリカテネシー州アーウィンにある核燃料サービス社の核燃料工場にて、核兵器に転用可能なウラン9kgが紛失していることが発覚。さらにアメリカ合衆国原子力規制委員会が調査に入ったところ、1968年以来110kgの高濃縮ウランが紛失していることも判明した。最終的に紛失したウランの多くは工場内で気化して大気中に拡散したと判断された[5]。